# مستودع الأصول الرقمية
مستودع الأصول الرقمية أو دار (بالإنجليزية: Digital Assets Repository) هو نظام تم تطويره بواسطة المعهد الدولي للدراسات المعلوماتية التابع لمكتبة الإسكندرية في مصر، لإنشاء وإدارة مستودع مؤسّسى للحفاظ على مجموعات المكتبة الرقمية، وكذلك الحفاظ عليها للأجيال القادمة.
يهدف المشروع بصورة رئيسية إلى بناء مستودع أصول رقمية لدعم بناء واستخدام وحفظ مجموعة متنوعة من الموارد الرقمية، بالإضافة إلى تطوير أدوات الإدارة التي تساعد المكتبة في عملية حفظ وإدارة ومشاركة أصولها الرقمية. يعتمد هذا النظام على معايير متطورة بما يمكّنه من الاندماج والتكامل بسهولة مع أنظمة المكتبات الرقمية الأخرى.
صٌمم نظام دار لإدارة متكاملة للأصل الرقمي: إنشائه، إدارة بياناته الوصفيه، التخزين والأرشفة، بالإضافة إلى الآليات اللازمة لنشر وتوزيع المحتوى. في عام 2011، تم تحديث معمارية نظام دار وترقيته للنسخة الثالثة، بهدف مجابهة التحديات التي تواجه أي مؤسسة في عملية توطيد أصولها الرقمية.

## الوصول للكتب
أعلنت مكتبة الإسكندرية عن إطلاق أكبر مكتبة رقمية باللغة العربية على شبكة الإنترنت في إبريل 2009 بإجمالي مائة وثلاثون ألف (130,000) كتاب تدار بواسطة هذا النظام. وصل هذا العدد في 2011 إلى مائة وثمانين ألف كتاب (180,000) باللغة العربية، من إجمالى ثلاثمائة ألف كتاب مرقمن (300,000) متوفّرة بخمس لغات بالمستودع.
يوفّر نظام دار للجمهور العام خدمات بحث وتصفّح لمحتويات المكتبة الرقمية
من خلال موقعه على نطاق فرعي لموقع مكتبة الإسكندرية على الإنترنت. يستطيع الزائرون التعامل مع المحتوى عن طريق واجهة مستخدم تمكّنهم من تصفّح الموقع بثلاث لغات هي: العربية والإنجليزية والفرنسية، كما أنه مدرج في بوابة خدمات الحكومة المصرية.
يستطيع رواد الموقع الإلكتروني لمستودع دار تصفّح كامل محتويات الكتب التي سقطت حقوق ملكيتها الفكرية وأصبحت ملكية عامة، بينما يحد من إمكانية تصفّح الكتب ذات حقوق الملكية الفكرية السارية إلى معاينة 5% من محتواها الرقمي بحد أدنى عشر (10) صفحات. من ناحية أحرى، يمكّن الموقع زائريه من إستعراض محتوى الكتب الرقمية بطرق عرض مختلفة، كما يوفّر أدوات أخرى مثل: البحث عن كلمات أو مصطلحات، كتابة ملاحظات، وضع علامات، تقييم الكتب والتعليق عليها، وصلات لمشاركة الكتب على الشبكات الاجتماعية، وتكوين رف افتراضي لكتب الزائر المفضلة.

## ملحوظات
1. ↑  واجهة المستخدم الرئيسية هى الإنجليزية
2. ↑  صنّفت بوابة الحكومة المصرية (egypt.gov.eg) موقع دار في قسم مقدمو الخدمات (الصفحة الرئيسية > قائمة التصفح  > مقدمو الخدمات  > مكتبة الإسكندرية > الأرشيف الرقمي لمكتبة الإسكندرية)
3. ↑  توجد بأعلى الصفحة الرئيسية للموقع باللغة العربية وصلتى (دخول مستخدم - تسجيل) لكن لا يوجد أي محتوى يوضّح علاقة تسجيل الدخول بهذه الخصائص من عدمها

## وصلات خارجية
- موقع مستودع الأصول الرقمية الرسمي نسخة محفوظة 7 مايو 2007 على موقع واي باك مشين.